# کاوایی متال
کاوایی متال ((به انگلیسی: Kawaii metal)، (به ژاپنی: カワイイメタル); با نام‌های آیدل متال، کیوت متال یا کاواییکور هم شناخته می‌شود) ژانر موسیقی است که عناصر موسیقی هوی متال و جی-پاپ را که در اوایل سال ۲۰۱۰ در ژاپن پیشگام بود، با هم آمیخته‌است. یک قطعهٔ کاوایی متال رایج سازهای موجود در انواع مختلف موسیقی هوی متال را با ملودیهای جی-پاپ و زیبایی‌شناسی آیدل ژاپنی ترکیب می‌کند. مضامین متن ترانه کاوایی متال اغلب نسبت به سایر ژانرهای هوی متال خشونت کمتری دارند.
گروه دخترانهٔ ژاپنی بیبی‌متال اغلب به عنوان مبدع و گسترش دهندهٔ این سبک شناخته می‌شود. علاوه بر بیبی‌متال، اقدامات گروه‌هایی مانند لیدی‌بیبی هم توجه رسانه‌ها و بازار را جلب کرده‌است.

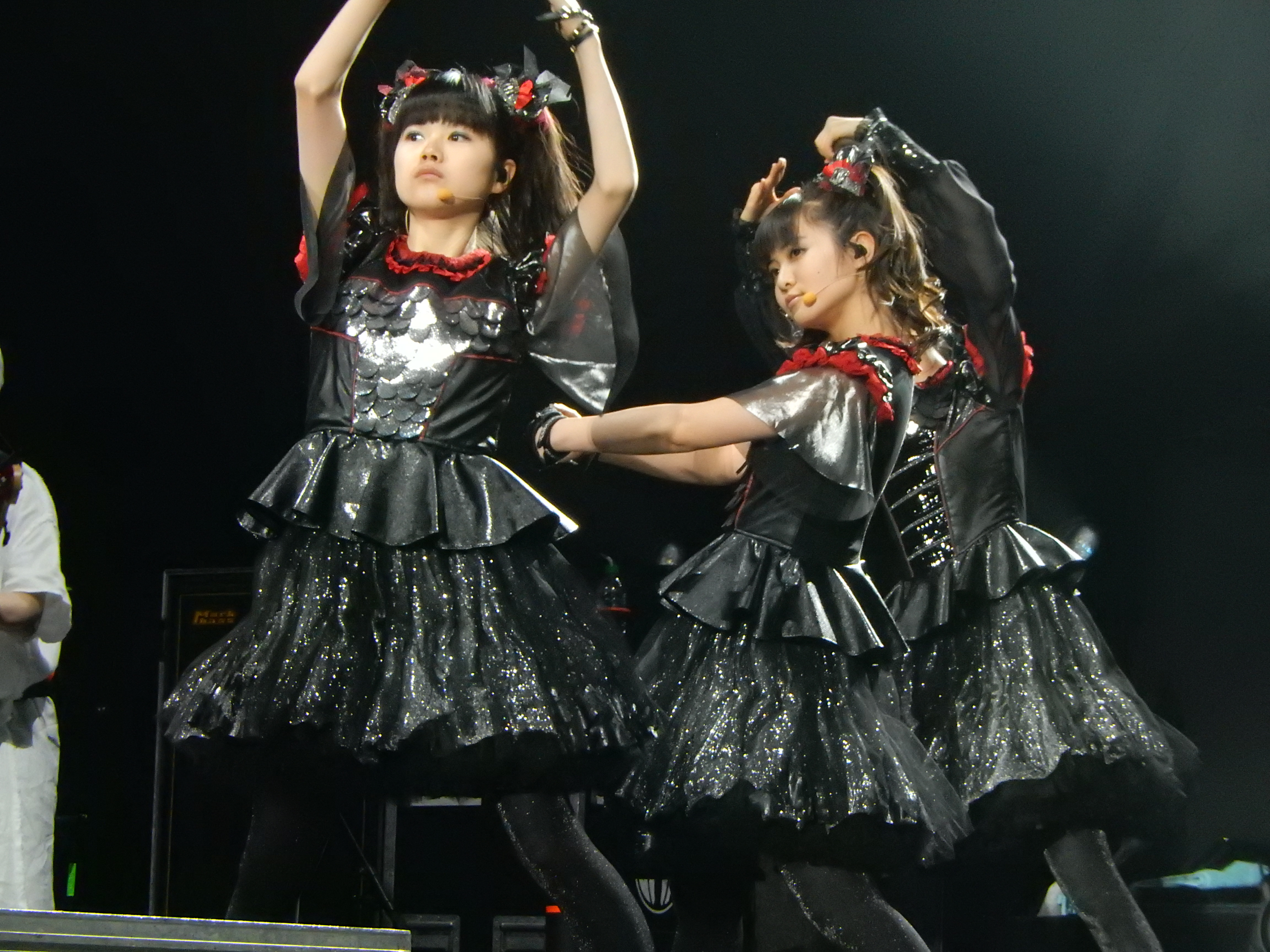
پیشگامان کاوایی متال بیبی‌متال، در سال ۲۰۱۶ در ورزشگاه او۲ آرنا لندن اجرا کرد.